# Lava azul

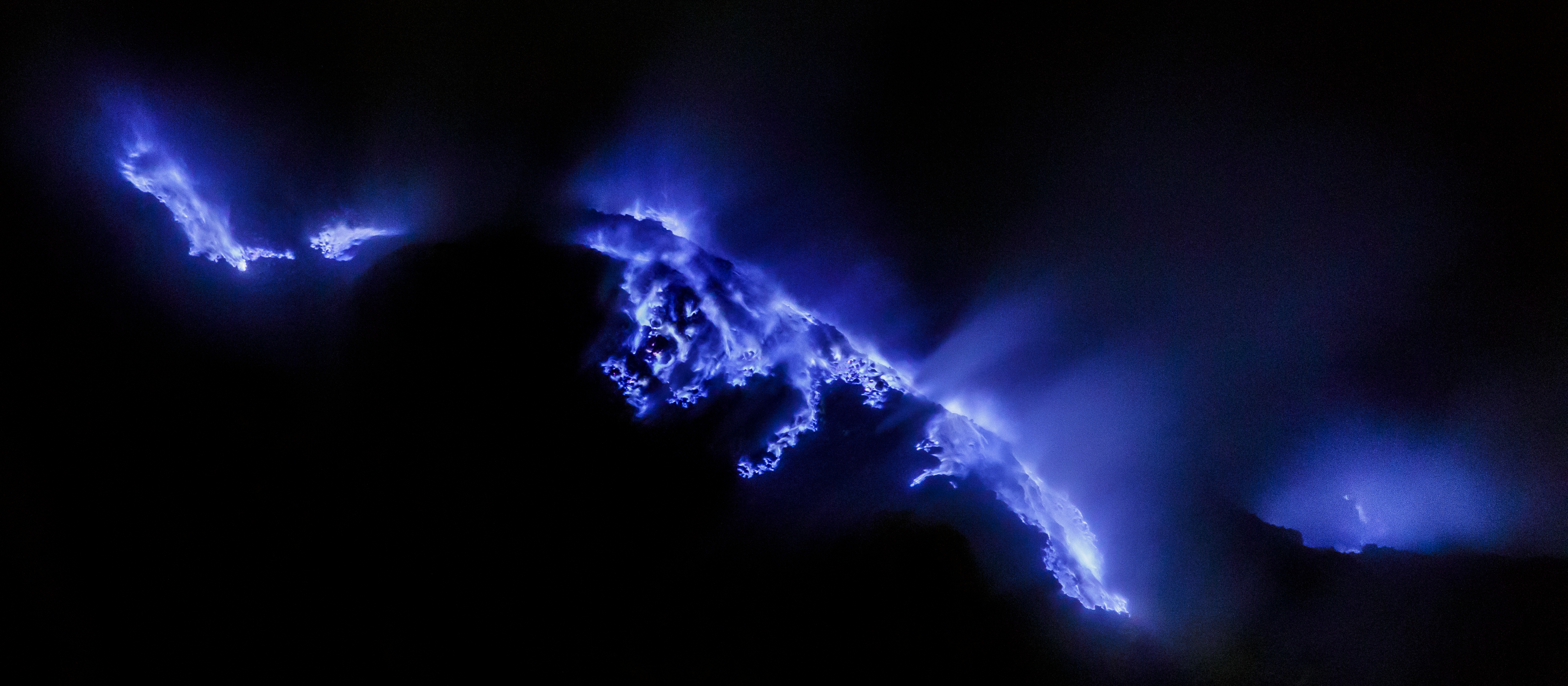
Lava azul vista à noite em Kawah Ijen, na Indonésia.

Lava azul é um fenômeno que ocorre quando o enxofre queima em algumas formações vulcânicas sob condições específicas. Trata-se de uma chama de cor azul com um brilho elétrico, a qual se observada de longe tem a aparência similar à lava.
Apesar do nome, o fenômeno é na verdade um fogo sulfúrico que se assemelha à lava, mas não se trata da lava real de uma erupção vulcânica. O mais bem documentado destes incêndios ocorre no vulcão Ijen, na Indonésia, onde é registrado regularmente.

## Características
"Lava azul" é um fogo de cor azul elétrico que queima quando o enxofre entra em combustão, produzindo uma chama azul neon. O enxofre queima quando entra em contato com o ar quente em temperaturas acima de 360 °C (680 °F), o que produz as chamas energéticas.  A lava real é de cor vermelho-laranja, dada a sua temperatura. A lava verdadeiramente azul exigiria temperaturas de pelo menos 6 000 °C (10 830 °F), pela lei de Planck , que é muito mais alta do que qualquer lava pode atingir naturalmente na superfície da Terra.
O mais famoso destes incêndios ocorre regularmente no vulcão Kawah Ijen, na Indonésia, na ilha de Java, que tem alguns dos mais altos níveis de enxofre do mundo e é também um local de mineração de enxofre. Devido à ocorrência das chamas, Kawah Ijen também foi apelidado de “Vulcão Azul”. A cratera de Kawah Ijen é a maior área de chama azul do mundo. Kawah Ijen tem grandes quantidades de depósitos de enxofre e fumarolas, e as altas temperaturas do calor vulcânico subterrâneo frequentemente queimam o enxofre na superfície do vulcão, produzindo os fogos azuis.  
Quando o enxofre de dentro do vulcão rompe a superfície, ele pode atingir temperaturas de até 600 °C (1.112 °F), e o enxofre imediatamente encontra temperaturas e pressões mais baixas na superfície, o que faz com que o enxofre entre imediatamente em ignição e entre em erupção. chamas azuis até 5 metros (16 pés) no ar.  Em temperaturas tão altas, o enxofre derrete, que às vezes flui pela face do vulcão enquanto carrega consigo as chamas, fazendo parecer que a lava azul está fluindo pelo vulcão. Devido à tênue cor azul das chamas, os incêndios são essencialmente visíveis apenas à noite, pois são indistinguíveis durante o dia.
Outro local onde a "lava azul" é vista regularmente é na montanha Dallol, na Etiópia. Os incêndios azuis também ocorrem no Parque Nacional de Yellowstone durante incêndios florestais, quando os incêndios queimam e derretem as grandes quantidades de enxofre presentes no parque, criando a aparência de rios de lava azuis em chamas durante tais eventos. Resquícios de episódios passados existem no solo na forma de linhas pretas, onde os incêndios anteriormente derreteram o enxofre. Chamas azuis semelhantes foram observadas em Kīlauea em maio de 2018, durante a erupção do vulcão na parte inferior de Puna em 2018, quando a lava do vulcão queimou metano que havia ficado preso no subsolo. 